# Lindi (region)
Lindi er  en af Tanzanias 26 administrative regioner. Den grænser til det  Indiske Ocean i øst, Mtwara i syd, Ruvuma i sydvest, Morogoro i vest og Pwani i nord. Regionhovedstaden er byen Lindi. Området havde anslået   905.480 indbyggere i 2009 på et areal af 67.000 km².. Lindiregionen blev oprettet  1. juli 1972, fra at tidligere at have været en del af Mtwara. Selous vildtreservat, der er naturarvsområde og verdens næst største naturreservat, dækker en stor del af regionens vestlige dele. 
Lindi består af seks distrikter: Lindi Mjini, Lindi Vijijini, Kilwa, Nachingwea, Liwale og Ruangwa.

## Eksterne kilder og henvisninger
1. ↑   Statoids, Regions of Tanzania

9°30′S 38°30′Ø / 9.500°S 38.500°Ø